# Maciej ze Sąspowa
Maciej ze Sąspowa (ur. ok. 1408 w Sąspowie, zm. przed końcem maja 1473 w Krakowie) – polski teolog katolicki.

## Biografia
W 1426 wstąpił na Uniwersytet Krakowski, w 1432 został bakałarzem, a w 1437 magistrem wydziału artium. W 1445 zaczął studiować teologię, jednocześnie wykładając filozofię. W 1448 został bakałarzem biblijnym, w 1458 uzyskał licencjat, a w 1460 doktorat z teologii.
Na uniwersytecie pełnił szereg funkcji administracyjnych. W 1455, 1458 i 1459 był dziekanem Wydziału Sztuk Wyzwolonych. W 1460 r. objął katedrę na Wydziale Teologii. W 1467 został wicerektorem Uniwersytetu Krakowskiego. Był też kanonikiem w kościele św. Floriana w Krakowie.
Teologię zaczął wykładać w 1448. Początkowo były to komentarze do Biblii (do 1454). W latach 1455–1457 komentował Sentencje Piotra Lombarda, w których odnosił się krytycznie do innego bakałarza teologii Uniwersytetu Krakowskiego, Stefana z Bola (lub Bosza). Wykład oparty był na innych komentarzach: jednego anonimowego, drugiego autorstwa Jana z Dąbrówki oraz wykładu Macieja z Łabiszyna.
Od 1458 wykładał komentarz św. Bonawentury do Księgi Koheleta, a w latach 1460-1473 (z przerwami) komentował Pieśń nad pieśniami. Oprócz powyższych wykładów, pozostały po nim komentarze i glosy do różnych ksiąg Nowego Testamentu. Pozostają one w rękopisach przechowywanych w Bibliotece Jagiellońskiej.
Dzieła Macieja ze Sąspowa są przeważnie kompilacjami. Łączą różne współczesne mu nurty teologiczne: ockhamizm, skotyzm, późnośredniowieczny augustianizm oraz prace Jana Gersona.